# Girata
La girata è l'atto con il quale un soggetto, detto girante, trasferisce a un altro soggetto, detto giratario, la legittimazione di un titolo di credito (di solito un assegno o una cambiale).
In pratica con la girata il girante dà ordine al debitore indicato nel titolo di pagare ad un altro soggetto, il giratario, diverso da quello originario indicato nel titolo.
La girata può essere piena o in bianco: il titolo con girata piena può essere portato all'incasso solo dal beneficiario, quello con girata in bianco dal possessore del titolo.
- girata piena: con la girata piena il girante oltre ad apporre la sua firma indica il beneficiario della girata (ad es. per me pagate il signore Mario Rossi, firmato Luisa Bianchi);
- girata in bianco: il girante appone semplicemente la propria firma, senza indicare alcun beneficiario.

Il titolo può essere girato più volte, prima di essere portato all'incasso.
È da rilevare che le persone che girano il titolo si assumono comunque la responsabilità del pagamento del titolo.
Tale responsabilità può essere esclusa mediante l'apposizione della clausola "senza garanzia" che fa sì che venga esclusa la responsabilità nei confronti di tutti i successivi giratari ovvero con la clausola "non all'ordine" che se apposta da un girante gli evita la responsabilità verso gli altri giranti successivi al primo.
Nell'ordinamento italiano, la girata è regolata dagli articoli 2008, 2009, 2010, 2011, 2012, 2013 e 2014 del codice civile.